# Myonia maria
Myonia maria är en fjärilsart som beskrevs av Paul Dognin 1891. Myonia maria ingår i släktet Myonia och familjen tandspinnare. Inga underarter finns listade i Catalogue of Life.